# Нумто (озеро)
Нумто́ (устар. Нум-То) — пресноводное озеро термокарстового происхождения в восточной части Белоярского района Ханты-Мансийского автономного округа. Гидроним в переводе с языка хантов означает «озеро Бога».

## Общая характеристика

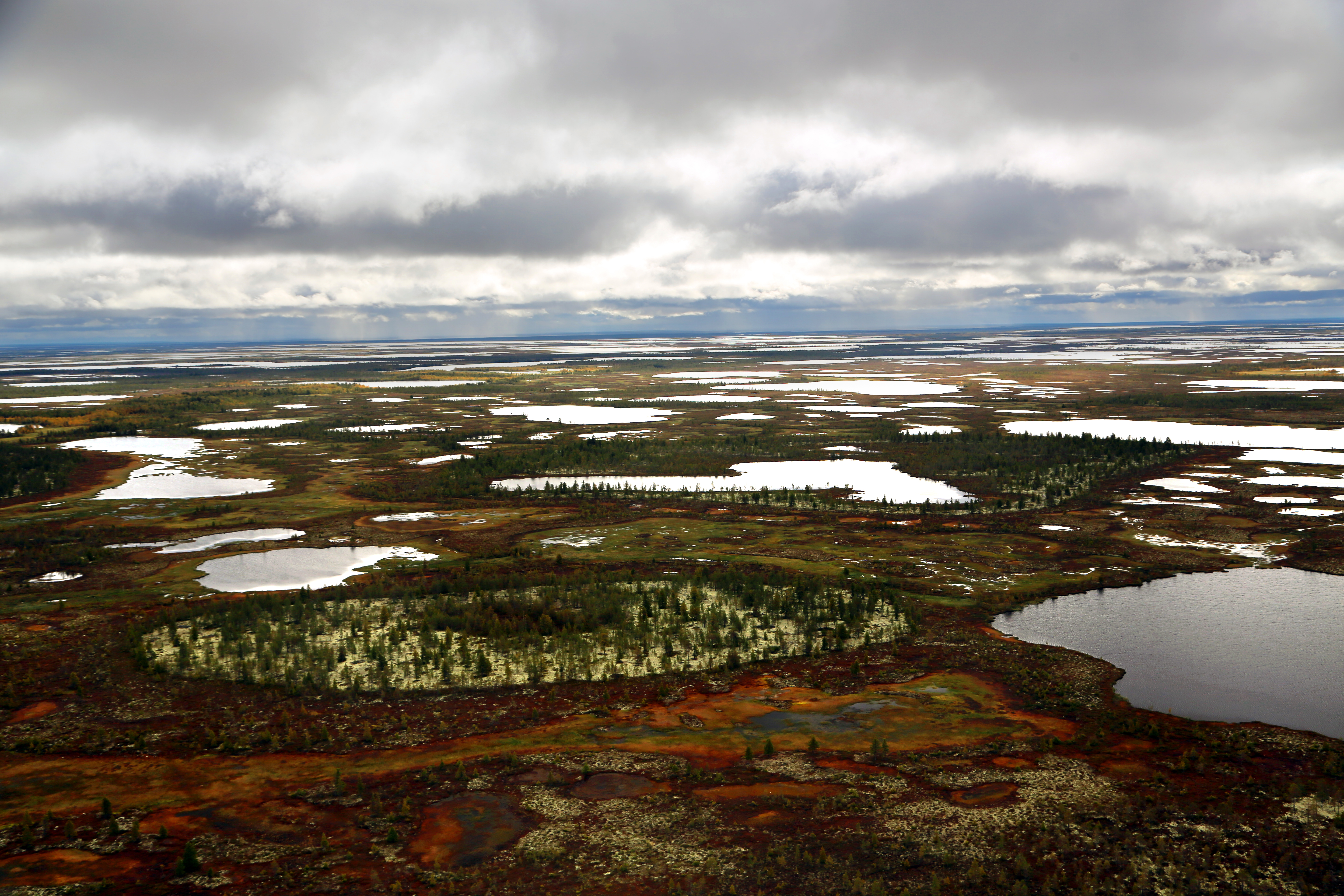
Болотистая местность природного парка Нумто

Нумто — сточное озеро с вытекающей рекой Надым, при этом оно принимает в себя 8 ручьёв и небольших речек. Форму имеет слабо вытянутую, с юго-запада на северо-восток. В юго-западной части акватории находится остров Святой, имеющий сакральное значение для местного коренного населения, на нём проводились ритуалы и жертвоприношения. Напротив острова расположилась деревня Нумто, в которой находится озёрный гидрологический пост. Также в западной части выделяется залив Ух-Лор.
Площадь зеркала — 56 км². Площадь водосбора — 290 км². Максимальная глубина — 4 м, по другим данным 5-6 м. Высота над уровнем моря — 105 м.
Замерзает озеро через 4-5 дней после установления отрицательных температур. Толщина льда на Нумто к концу зимы составляет 110—120 см. Вскрывается озеро в третьей декаде мая, освобождается ото льда в начале июня.
Берега низкие и пологие, покрыты торфяниками, кедрачом. На повышенных участках распространены кустарничково-лишайниковые сосняки. Встречаются участки кустарничково-мохово-лишайниковых тундр с глубиной залегания мёрзлых пород около 30 см.
Для сохранения природно-исторического комплекса реки Казым и озера Нумто, уникальных природных, исторических, этнографических комплексов, защиты мест проживания и хозяйственной деятельности коренных малочисленных народов Севера на территории озера в 1997 году был создан природный парк «Нумто» площадью 597 189,5 га.

## Фауна и флора
Ихтиофауна представлена следующими основными видами рыб: пелядь, щокур, язь, плотва, щука, окунь, ёрш, налим, изредка встречается нельма.
На берегах обитает около 100 видов птиц, среди которых белая куропатка, гуменник, краснозобая гагара, пискулька, краснозобая казарка, малый лебедь, лебедь-кликун, скопа, беркут, орлан-белохвост, кобчик, кречет, сапсан, большой подорлик, серый журавль, малый веретенник, большой кроншнеп, средний кроншнеп, тулес, чернозобик, короткохвостый поморник, филин, сорокопут серый, обыкновенный осоед,погоныш.
Из редких видов растений в водоеме произрастают плаун топяной, шильница водяная, ладьян трёхнадрезный, тайник сердцевидный, подмаренник трёхнадрезный, кубышка жёлтая, кубышка малая, пальчатокоренник гебридский, жирянка волосистая.

## Экология

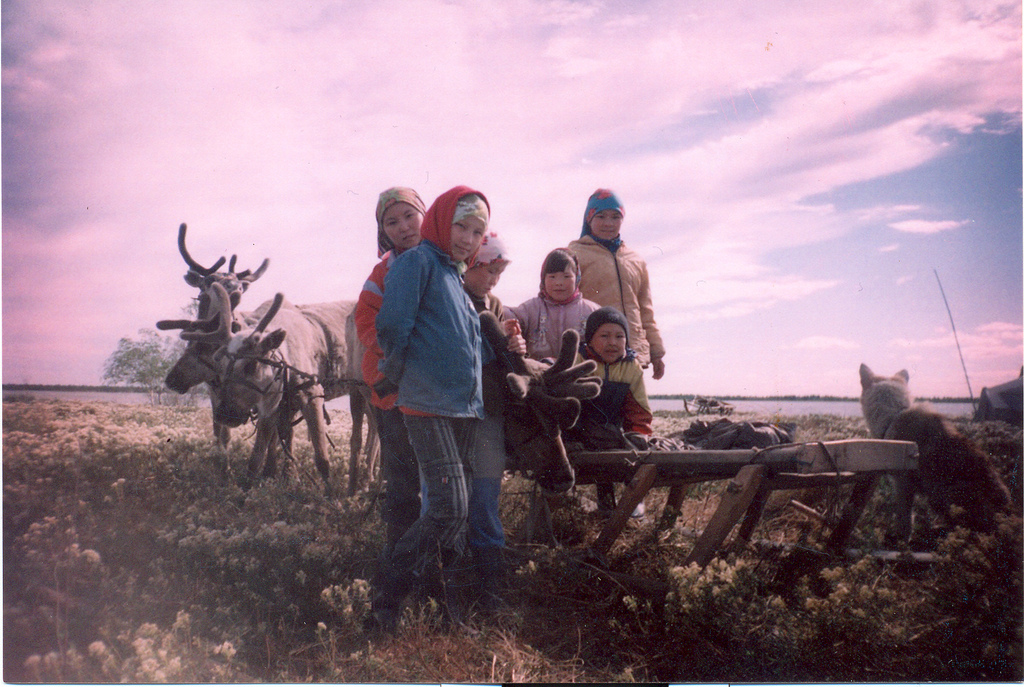
Дети хантов и катание на оленьих упряжках у озера Нумто.

Несмотря на статус особо охраняемой природной территории, вопросы экологии вызывают обеспокоенность у местного коренного населения. Для коренных народов озеро Нумто является священным, а вокруг этой зоны, где планируется разрешить разведку и добычу нефти, находится большое количество культовых объектов. С 1999 года основным владельцем лицензионных участков в границах национального парка «Нумто» является компания ОАО «Сургутнефтегаз». «Сургутнефтегаз» дважды, в 2017 и в 2019 гг. пытался получить право на строительство буровых скважин и инфраструктуры на территории бывшей (ликвидированной по результатам зонирования 2016 года) зоны природного парка «Нумто». Обсуждается вопрос изменения границ и площадей ООПТ в связи с реализацией планов по добыче нефти.